# Pegi Young
Margaret Mary "Pegi" Young, nata Morton (San Mateo, 1º dicembre 1952 – Mountain View, 1º gennaio 2019), è stata una cantante statunitense.

## Biografia
Nell'agosto 1978 si è sposata con il musicista folk-rock Neil Young.  I due hanno due figli, Amber Jean e Ben. Quest'ultimo soffre di paralisi cerebrale.
Ha debuttato nel 1983 come membro delle The Pinkettes, coriste nel marito Neil Young durante un tour. Ha lavorato con il marito fino ai primi anni 2000. Al contempo si dedica alla filantropia, fondando una scuola e un concerto annuale benefico per disabili, alla cultura e all'ambiente.
Nel 2007 ha pubblicato il suo primo album in studio eponimo. Hanno fatto seguito altri due album, Foul Deeds (2010) e Bracing for Impact (2011).
Nel luglio 2014 Neil Young ha chiesto il divorzio da Pegi dopo 36 anni di matrimonio.
Nel 2017 pubblica l'album Raw.
Si è spenta il 1º gennaio 2019 a causa di un cancro all'età di 66 anni.

## Discografia
- 2007 - Pegi Young (Warner Bros.)
- 2010 - Foul Deeds (Vapor Records)
- 2012 - Bracing for Impact (con The Survivors) (Vapor)
- 2014 - Lonely in a Crowded Room (con The Survivors) (New West)
- 2017 - Raw (con The Survivors) (Baltimore Thrush Records / Tone Tree Music)